# Schloss Le Plessis-Macé

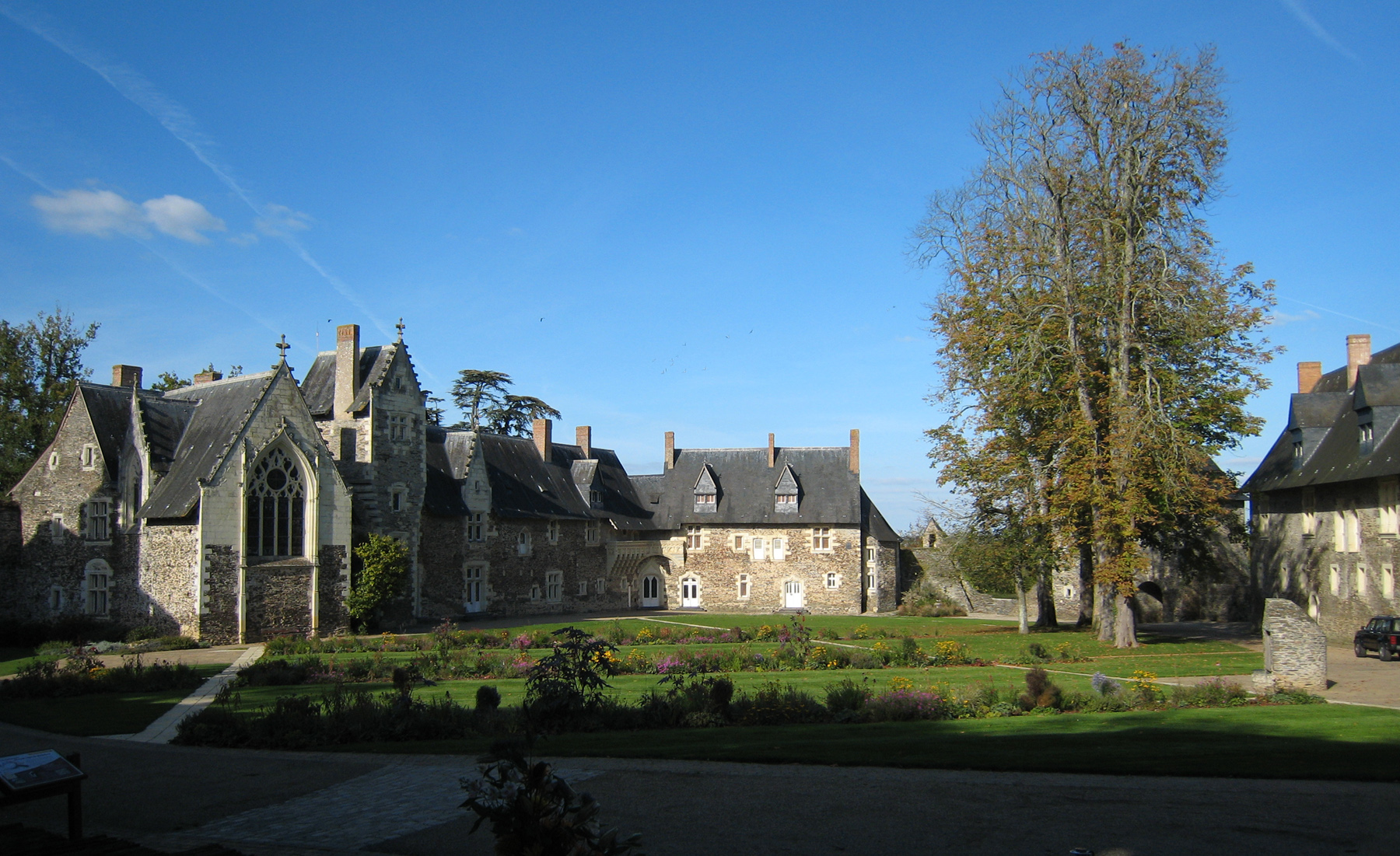
Schloss Le Plessis-Macé – Anlage mit Kapelle, Herrschaftstrakt, Feldtor und Nebengebäuden

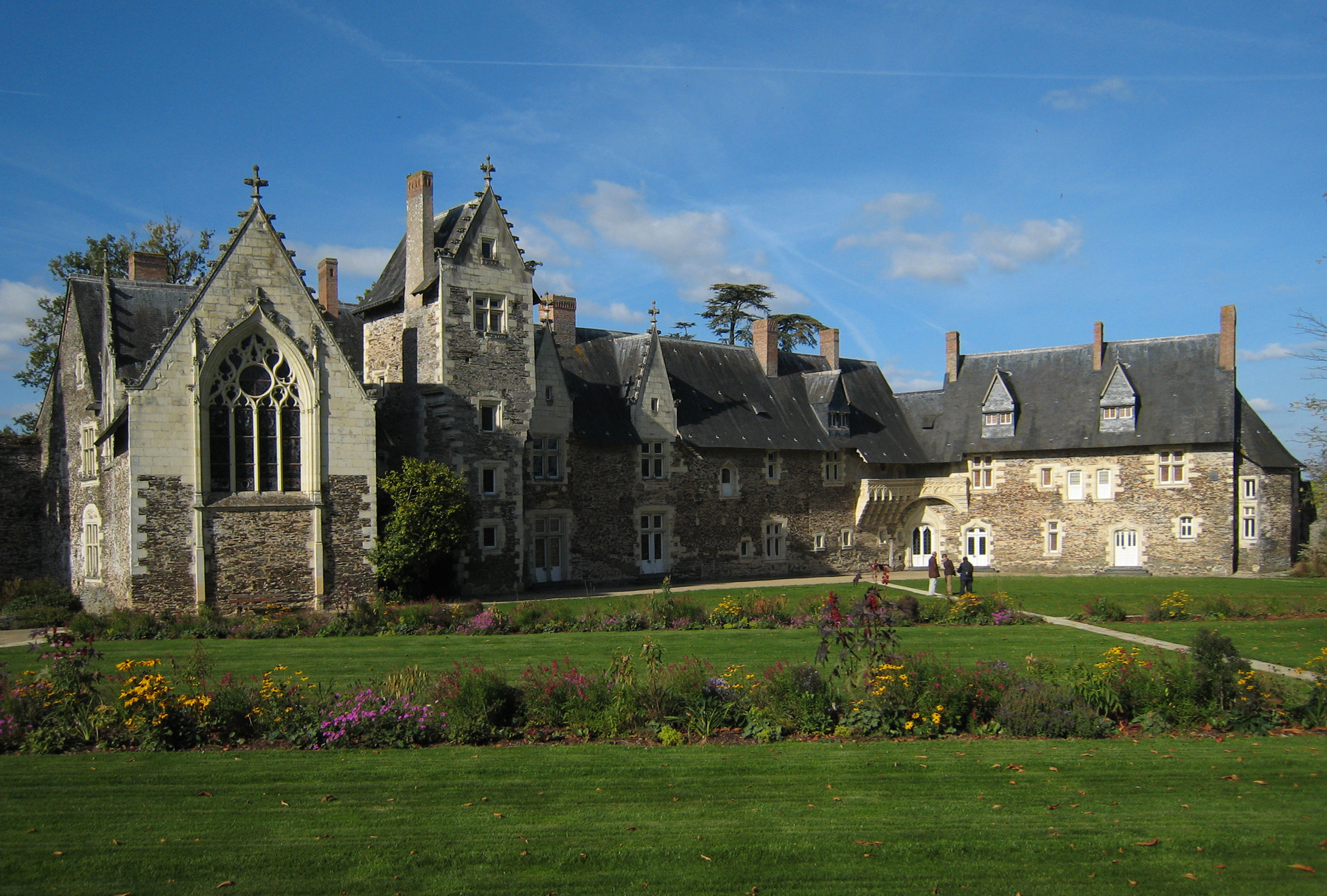
Schloss Le Plessis-Macé – Herrschaftstrakt mit gotischer Kapelle

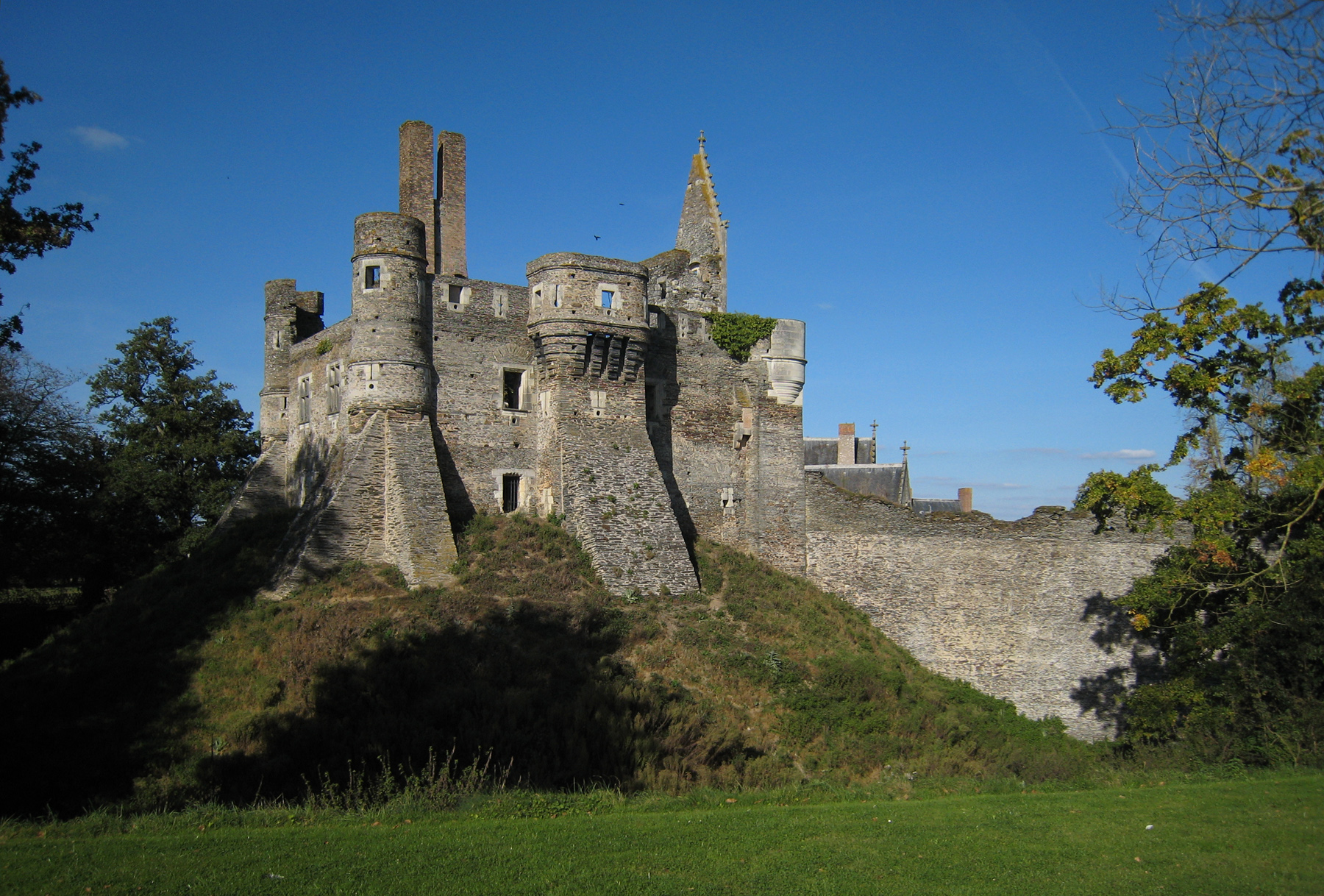
Schloss Le Plessis-Macé – Auf einem Hügel außerhalb der Umfassungsmauer errichteter Donjon

Das Schloss Le Plessis-Macé befindet sich in der gleichnamigen französischen Stadt Le Plessis-Macé im Département Maine-et-Loire in der Nähe von Angers.

## Festungsbau
Die frühe Festung des 11. Jahrhunderts in Plessis-Macé diente der Verteidigung des Anjou. Das Bauwerk bestand sicher aus Holz und ist nicht viel später durch eine Burg aus Stein ersetzt worden. Im 14. Jahrhundert wurde sie zerstört, und 1427 erwarb die Familie Beaumont das seit einem Jahrhundert verlassene Anwesen. Louis de Beaumont und sein Sohn Thibaut errichteten ab 1450 auf den alten Fundamenten eine neue Anlage, deren dunkle, 2,20 bis 2,50 m dicken Mauern aus Schiefer auch heute noch die Bausubstanz des Schlosses bilden.
Louis de Beaumont hielt sich wohl an den alten Grundriss der Burg: auf der einen Seite der Herrschaftstrakt, auf der anderen die Nebengebäude, die Kammern der Knappen und die Wachräume. Die Burggräben wurden vergrößert, und mit einem stabilen Artilleriewall versehen. Das Festungsbauwerk war damit ein wichtiger Grenzposten und half, die Stadt Angers vor den Angriffen des Herzogs der Bretagne gegen Ludwig XI. zu schützen.

## Ausbau zum Landsitz
Nachdem Louis de Beaumont als Kammerherr der Könige von Frankreich über 40 Jahre im Feld gewesen war, zog er sich auf Le Plessis-Macé zurück und begann mit dem Ausbau der Burg. Er ließ die Ringmauer ausbessern, Türme hochziehen und mit Kegeldächern versehen sowie einen Treppenturm anbauen. Vom ursprünglichen Donjon war am Ende des Hundertjährigen Krieges nur der Turmhügel geblieben. Der neue Donjon wurde ohne Anbindung an die Umfassungsmauer wieder am selben Platz errichtet.
Die ebenfalls neu erbaute und 1472 geweihte gotische Kapelle wurde dem Erzengel Michael gewidmet, wahrscheinlich als Dank von Louis de Beaumont an den König, der ihn für seine Verdienste zu einem der ersten Ritter des Ordens des Heiligen Michael gemacht hatte. Die durchbrochenen Täfelungen der Kapelle, die zwei Emporen-Etagen bilden, gehören zu den schönsten und seltensten Schnitzwerken, die aus dieser Zeit in Frankreich erhalten sind.
Im Zuge des Ausbaus wurden am Wirtschaftsgebäude und am Herrschaftstrakt zwei gegenüberliegende Balkone hinzugefügt, die wie die Tür- und Fenstereinfassungen der Gebäude aus weißem Tuffstein bestehen. Im Gegensatz zum Balkon des Nebengebäudes macht sich der am Herrenhaus wesentlich prachtvoller aus. Er bot einerseits Zuschauern Platz, übernahm aber zugleich die Funktion einer Galerie, über die man von einem Flügel des Gebäudes in den anderen gelangen konnte.
Dem mit einer Zugbrücke ausgestatteten Haupttor gegenüber befindet sich auf der anderen Seite des Hofes das alte, von einem Turm überragte Feldtor, Porte des Champs. Beide Tore stammen aus dem 15. Jahrhundert und erfüllten spezifische Funktionen. Durch das Feldtor betrat man einen ausgedehnten, von Louis de Beaumont angelegten Park, an den sich zwei Pachtgüter, ein Teich, Hochwälder und Gehege anschlossen. Die Porte de la Ville führte direkt in den Ort und zum Palais Plessis-Macé, wo der Hauptgerichtstag der Lehensherrschaft, die aus 22 umliegenden Pfarrgemeinden bestand, abgehalten wurde.

## Zeit der du Bellays
Im 16. und in der ersten Hälfte des 17. Jahrhunderts war die Adelsfamilie du Bellay Herrin auf Le Plessis-Macé. Ihre Mitglieder standen im Dienste des Hauses Anjou und der Valois. In dieser von prunkvollen Anlässen geprägten Zeit konnte die Familie hochstehende Gäste wie die französischen Könige Franz I. und Heinrich IV. sowie den Dichter Joachim du Bellay als Gäste empfangen.
Eine Inventarliste aus dem Jahre 1627 vermittelt eine Vorstellung, wie damals die Räumlichkeiten ausgestattet gewesen sein mochten. Es gab Aubussonteppiche, Teppiche aus der Türkei, Himmelbetten sowie goldene und karmesinrote samtene Laken. Anrichten, Geschirrborde, Salonecke und Bibliothek gehörten zur Ausstattung aller Säle. Dagegen enthielt das Arsenal nur noch rund zwanzig Bombarden, Arkebusen sowie Feldschlangen, und im Donjon befanden sich noch drei Kanonen; Le Plessis-Macé war wahrlich keine Festung mehr.